# Dobroslav II
Dobroslav II (en serbe cyrillique : Доброслав) (floruit 1081-1103) est roi de Dioclée, entre 1101 et 1102[réf. incomplète],.

## Biographie
Sa vie n'est connue que par le biais des informations transmises par la Chronique du prêtre de Dioclée. D'après cette source, il est parfois nommé Dobroslav II, dans l’historiographe contemporaine. Dobroslav est l’aîné des quatre fils nés du roi Mihailo Vojislavljević et de sa seconde épouse grecque. Il est âgé d'environ 25 ans à la mort de son père vers 1081.
Bien qu'il soit le fils ainé du roi, ce dernier désigne son fils favori, Constantin Bodin, comme successeur. En 1085, Bodin et ses frères doivent réprimer une révolte de leurs cousins, les fils du frère de Mihailo nommé Radoslav dans le župa de Zeta, et Constantin Bodin règne sans contestation jusqu'à sa mort en 1101. Dobroslav tente alors de lui succéder avec le titre de Roi des Serbes, en opposition à l'héritier désigné Mihailo II. Selon la Chronique de Dioclée, Dobroslav est choisi par le peuple pour devenir roi à la mort de Bodin. Toutefois, son règne est bref : Vukan, allié à un autre prétendant au trône de Dioclée, Kočopar, attaque la région. Ils défont Dobroslav à la bataille de Morača. Dobroslav est détrôné et banni en Serbie intérieure. Dans le même temps, une armée de Serbie intérieure, sous les ordres de Kočopar et Vukan, s'empare de la Dioclée. Kočopar est toutefois incapable de consolider sa position en Dioclée et doit se réfugier en Zachlumie, où il meurt. Vladimir, le neveu de Dobroslav, s'empare du trône après la mort de Kočopar. Dobroslav est plus tard libéré de sa détention en Serbie intérieure et revient en Dioclée. Toutefois, dès son arrivée, Vladimir l'emprisonne à Scutari, où il est aveuglé et castré sur l'ordre de la veuve de Bodin, la reine Jaquinta.
Il passe ses dernières années dans le monastère des Saints-Serge-et-Bacchus (Sv. Srđa i Vakha), sur les bords de la Buna, où il est inhumé. Il ne laisse pas de descendant.

## Articles liés
- Vojislavljević
- Dioclée
- Constantin Bodin

## Sources
- Dušan T. Bataković, Histoire du peuple serbe, Lausanne, L’Age d’Homme, 2005, 386 p. (ISBN 978-2-8251-1958-7, lire en ligne)
- (en) Sima Ćirković, The Serbs, Malden, Blackwell Publishing, 2004 (lire en ligne)
- (en) John Van Antwerp Fine Jr., The Early Medieval Balkans : A Critical Survey from the Sixth to the Late Twelfth Century, Ann Arbor, Michigan, University of Michigan Press, 1991 (1re éd. 1983) (lire en ligne)
- (en) Florin Curta, Southeastern Europe in the Middle Ages 500-1250, Cambridge, Cambridge University Press, 2006 (ISBN 978-0-511-22278-8)